# Académie chinoise du patrimoine culturel
L'Académie chinoise du patrimoine culturel, 中國文化遺產研究院, (en anglais Chinese Academy of Cultural Heritage), est un organisme à but non lucratif destiné à la mise en valeur des biens culturels. À la recherche des vestiges de ce patrimoine, elle œuvre à sa protection, sa conservation et à sa restauration. Elle est placée directement sous la tutelle de l'administration d'État du patrimoine culturel de Chine.

## Historique

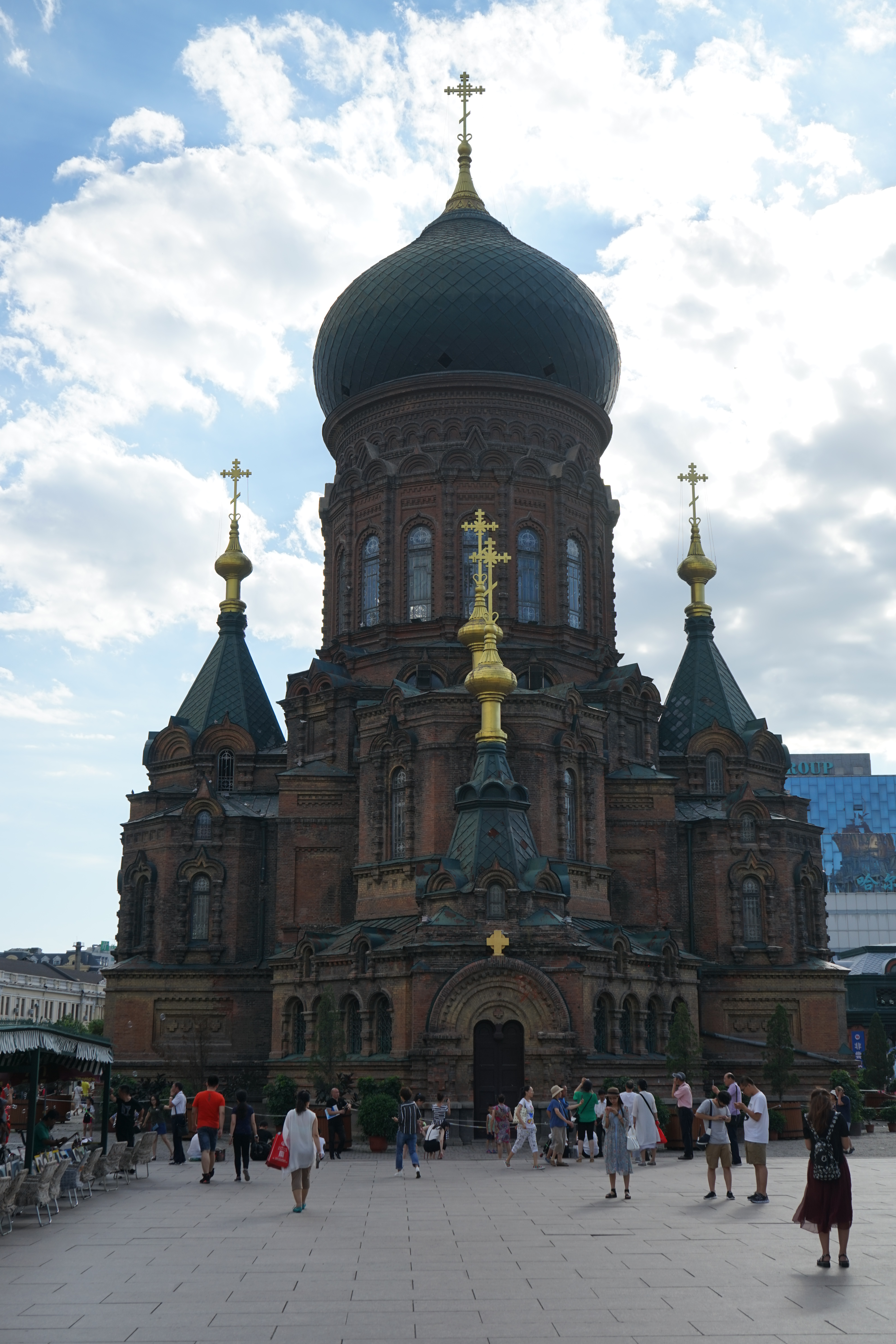
Cathédrale Sainte-Sophie de Harbin, l'un des édifices religieux restaurés par l'Académie chinoise du patrimoine culturel.

Les débuts de l'Académie chinoise du patrimoine culturel peuvent remonter à 1935 avec la Commission pour la préservation des biens culturels de la vieille capitale de la république de Chine (1912-1949) fondée cette année-là. Cette institution a été renommée, en 1949, «Commission de Pékin pour la préservation des biens culturels».  Elle constitue dès lors, la première institution professionnelle sur la protection des biens culturels en République populaire de Chine. En 1973, la Commission a été rebaptisée «Institut de science et de technologie pour la protection des biens culturels». En 1990, elle fusionne avec le Bureau de recherche sur la littérature ancienne du ministère chinois de la Culture et devient l'Institut chinois des biens culturels. En août 2007, l'institut a été rebaptisé «Académie chinoise du patrimoine culturel».

## Symposium international
L'Académie chinoise du patrimoine culturel, en coopération avec l'École française d'Extrême-Orient (EFEO), a organisé, le 5 mars 2013, le symposium international sur la conservation des monuments archéologiques d'Angkor.